# واين إنغليستاد
واين إنغليستاد (بالإنجليزية: Wayne Englestad) مواليد 6 ديسمبر 1966 في روسيميد، هو لاعب كرة سلة أمريكي معتزل. بدأ مسيرته الاحترافية في سنة 1988. حمل الرقم 43. لعب مع دنفر ناغتس في الدوري الأمريكي لكرة السلة للمحترفين وفالنسيا باسكت في ليغا أيه سي بي.

## روابط خارجية
- واين إنغليستاد على موقع إن بي أي (الإنجليزية)
- واين إنغليستاد على موقع سبورتس رفرنس (الإنجليزية)
- واين إنغليستاد على موقع الدوري الإسباني لكرة السلة (الإسبانية)
- واين إنغليستاد على موقع كرة السلة الأوروبية.كوم (الإنجليزية)
- واين إنغليستاد على موقع كلية كرة السلة في سبورتس رفرنس.كوم (الإنجليزية)
- واين إنغليستاد على موقع ريلجم (الإنجليزية)
- واين إنغليستاد على موقع بروبوليرز (الإنجليزية)